# Buldîciv, Dzerjînsk
Buldîciv (în ucraineană Булдичів) este localitatea de reședință a comunei Buldîciv din raionul Dzerjînsk, regiunea Jîtomîr, Ucraina.

## Demografie
Componența lingvistică a localității Buldîciv
     Ucraineană (100%)
Conform recensământului din 2001, toată populația localității Buldîciv era vorbitoare de ucraineană (100%).